# 天主教列克星敦教区
天主教列克星敦教區（拉丁語：Dioecesis Lexingtonensis）是美國一個羅馬天主教教區，屬路易斯維爾總教區。成立於1988年1月14日。
範圍包括肯塔基州東部共五十縣，教座位於列星敦。2004年有教友45,815人（佔轄區總人口3.1%）、六十四個堂區、六十七名司鐸。現任教區主教羅納德·威廉·蓋納。